# Manuel Magariños Castaños
Manuel Magariños Castaños (Valga, Pontevedra, España, 1871 - Montevideo, Uruguay, 16 de julio de 1941) fue el fundador de El Diario Español en Montevideo.

## Biografía
Emigró a Brasil donde trabajó en los periódicos A Actualidade y La España, a finales del siglo XIX se afincó en Uruguay, donde fundó en 1906 el periódico El Diario Español, con el objetivo de mantener informada a la colonia española y en especial a la gallega, de la actualidad de España y Galicia.
La Administración Nacional de Correos de Uruguay le dedicó un sello en 2006, con motivo del centenario de El Diario Español.